# Elohim
Elohim  (hebrejski אֱלוֹהִים, אלהים) hebrejska je riječ koja označava pojam božanstva. Očigledno je srodna s novohebrejskom riječi Ēl, čak iako se morfološki sastoji od hebrejske riječi Eloah (אלוה) i nastavkom 
plurala (može se smatrati ranim pluralisom maiestatisom). 
Elohim je treća riječ u hebrejskom tekstu Knjige Postanka, a pojavljuje se često i u Tanakhu. Točno značenje je sporno.
Riječ Elohim u Bibliji može označavati boga Jahvu, ali i druga božanstva (Baal, Ašera).
U mormonizmu se riječ Elohim koristi za Boga Oca, ali ne i za Isusa, Boga Sina.
Alternativni Biblijski prevoditelji poput Maura Biglina tvrde da je riječ Elohim upravo ono što i je, množina od riječi Eloah. On smatra da Biblija govori o više bogova, a Jahve je samo jedan od njih.